# Wild Wild Country
Wild Wild Country és una sèrie documental de Netflix sobre el controvertit guru indi Bhagwan Shree Rajneesh, conegut més tard com Osho. Els episodis són narrats per la seva assistent personal Ma Anand Sheela i alguns dels membres de la seva comunitat de seguidors a l'asram anomenat Rajneeshpuram, situat a Wasco, Oregon, als Estats Units. El títol prové de Drover, una cançó de Bill Callahan, cantautor estatunidenc, tema que apareix en l'últim dels episodis. Així mateix, una de les seguidores d'en Bhagwan, Jane Stork, als vuitanta anomenada Ma Shanti B, declara que quan veié per primera vegada Rajneeshpuram que «era tan salvatge, tan accidentat, però vast: un país realment salvatge» (al segon episodi). Estrenat al gener de 2018 Festival de Cinema de Sundance, després passà a Netflix, el 16 de març d'aquell mateix any.

## Argument
Aquesta mini sèrie documental de sis capítols ens narra la història real de l'expansió de Bhagwan Shree Rajneesh als Estats Units. Rajneesh, amb l'ajuda de la seva assisten Sheela, creà una comunitat o asram a principis dels vuitanta en una zona rural dels Estats Units. Prèviament la localitat comptava amb una població molt minsa, de només 40 habitants, i l'asram arribà a allotjar a milers de persones, fet que comportà una alta conflictivitat i bel·ligerància entre ells. La narració de la història es fa a través, principalment, de les veus d'alguns dels seus ex-membres. Són destacables les imatges d'arxiu que ocupen una part important del discurs, apareixen les reaccions de testimonis residents locals, premsa i altres notícies de mitjans de comunicació d'Oregon de l'època.

## Crítiques
Algunes veus han estat molt crítiques amb l'enfocament donat a Wild Wild Country ja que no es fa menció expressa a temes importants com ara les activitats dels seguidors de Rajneesh. En aquest període es donaren episodis d'agressions sexual de dones i nens, així com la possible intenció de desencadenar una epidèmia d'VIH. El periodista Win McCormack declarà que «on els cineastes han caigut en la feina és en l'àrea de la interpretació. No han tractat de manera directa algunes de les qüestions més importants plantejades per la seva pel·lícula, i n'han deixat d'altres completament. Aquesta última categoria inclou algunes de les pràctiques més odioses del culte, així com l'extensió real de l'amenaça que suposava no només per als seus veïns immediats d'Oregon, sinó per al món sencer». Jane Stork, una de les principals veus d'aquest documental, va declarar a la seva autobiografia Breaking the Spell: My Life as a Rajneeshee and the Long Journey Back to Freedom, publicada el 2009, que els seus propis fills havien patit abusos sexuals durant el seu temps a Rajneeshpuram.

## Altres documentals
El gener de 2019, l'actriu i cantant índia Priyanka Chopra anuncià que protagonitzaria Ma Anand Sheela en una adaptació cinematogràfica d'Amazon Studios de Wild Wild Country. Titulada Sheela, la pel·lícula dramàtica va ser escrita per Nick Yarborough i dirigida per Barry Levinson.
El novembre del mateix 2019, Netflix va anunciar un documental titulat Searching for Sheela, estrenat a l'abril de 2021, que segueix l'antiga assistent personal d'Osho en el seu primer viatge a l'Índia en més de 30 anys. El documental té com a objectiu donar una visió de la implicació de Sheela i el posterior processament per l'atac bioterrorista de Rajneeshee de 1984 a Oregon.